# 지맹
지맹(智猛, 988년 ~ ?)은 고려 전기의 문신이다. 본관은 봉주(鳳州)이며, 상장군(上將軍)·우복야(右僕射) 지채문(智蔡文)의 아들이다.

## 생애
음서로 관직에 올라 1041년(정종 7년) 대장군(大將軍)으로서 말 1필을 하사받았다.
1055년(문종 9) 3월 왕자 왕증(王蒸 : 선종)의 국원후(國原侯) 책봉 의식을 했을 때 상서좌복야(尙書左僕射)로서 시중(侍中) 이자연(李子淵), 참지정사(參知政事) 김원정(金元鼎) 등과 함께 술자리에 참석하였다. 이어 4월 수사공(守司空)이 되었다.
1057년(문종 11년) 상서좌복야(尙書左僕射) 지맹(智猛)이 은퇴하겠다고 간청해왔으나, 왕은 간곡히 만류하는 조서를 내리고 허락하지 않았다. 중서성(中書省)에서, 70세가 되면 은퇴하는 것이 신하의 예이니 허락하도록 건의했으나 왕은 이렇게 거절했다.
“지맹의 조상이 국가에 공로가 있기에 그가 은퇴를 청하기도 전에 내가 이미 몇 년 더 조정에 봉사하도록 하고서 궤장(几杖)까지 주었다. 그런데 지금 그대들의 건의를 받아들여 갑자기 전에 했던 말을 반복한다면 지맹이 내 말을 한낱 우스개로 여길까 걱정된다.”
다시 중서성에서 지맹은 조상의 음덕으로 벼슬에 올랐을 뿐 공로에 비하여 예우가 지나치다고 건의하자 이에 따랐다.

## 가계
- 아버지 : 지채문(智蔡文)
- 어머니 : 미상
  - 아들 : 지우(智祐)
  - 며느리 : 미상
    - 손자 : 지숙연(智淑延)
    - 손자 : 지총연(智寵延)
    - 손자 : 지녹연(智祿延)